# Перевал Гасфорта
Перевал Гасфорта — перевал через горный хребет Джунгарский Алатау в Казахстане. Назван в честь генерала Густава Гасфорта, в период управления которого (XIX век) в должности генерал-губернатора Западной Сибири, к территории Российской империи была присоединена юго-восточная часть Казахстана. Ранее именовался Кисыгауз.

## Описание
Дорога через перевал не имеет асфальтового покрытия, пригодна для двустороннего движения транспорта. На южном склоне гор в нескольких пунктах к западу от дороги на наклонных плоскостях, покрытых «пустынным загаром» встречаются петроглифы эпохи бронзы, раннего железного века и средневековья. С верхней точки перевала открывается широкая панорама на север — Прибалхашской равнины, на юг — межгорной котловины с долиной реки Биен, а также высокими горами главного хребта Жетысуского Алатау.

## История
Назван перевал в честь генерал-губернатора Западной Сибири генерала от инфантерии Густава Христиановича Гасфорта (1794—1874). В 10-летний период его управления завершилось присоединение юго-восточной части Казахской степи (Жетысу/Семиречья) к Российской империи.
С образованием Аягузского округа в 1831 году, а затем строительством укрепления на реке Капал (1847.), в южных пределах «Семи рек» возникает необходимость защиты российских границ Заилийского края с его мягким климатом, естественным орошением и плодородными почвами, отвоёванными русскими военными казаками у двух государств: Китая и Большой Орды. Территория для строительства укрепления Капал была выбрана по военно-стратегическим соображениям: у самого подножия главного хребта Алатау, вблизи его водораздела, служившего тогда еще не маркированной границей российских и китайских владений. В связи с этим оно оказалось в стороне от исторически сложившегося караванного пути «Семь рек», давшего название этой местности.
В 1848 году учреждено почтовое сообщение между Аягузом и Капалом, соединявшихся почтовым трактом с 12 пикетами. Новая колёсная дорога, проложенная от старинного торгового тракта к Капалу, вынуждала караваны отклоняться от наезженного пути и преодолевать неудобный для прохождения вьючных животных и гружёного транспорта перевал:

К экипажам припрягают множество лошадей, нередко высылают с пикета людей на помощь, но несмотря на это переезд через Кисикаус продолжается несколько часов.
— Влангали, с. 20
.
По поручению Гасфорта начальник Капальского округа подполковник Степан Михайлович Абакумов осуществил строительство дороги, применив впервые в Казахстане взрывные работы с помощью динамита в районе перевала Кисыгауз. Улучшенная дорога соединяла пикет Абакумовский (ныне Джансугуров) и Арасан.
Описание дороги, живописных панорам, открывающихся на различных участках горной дороги, оставили в своих описаниях А. Г. Влангали, Ч. Валиханов, П. П. Семёнов, А. К. Гейнс и другие исследователи и путешественники.